# Marcos II de Alejandría
Según Eusebio de Cesarea, en su Historia Eclesiástica, sólo nos menciona que Marcos II de Alejandría, también conocido como Marciano, fue el octavo Obispo de esta ciudad entre los años 142 a 152. Nació en Alejandría en el siglo I. Murió en Alejandría y fue sepultado junto a los restos de San Marcos en el templo de Bucalis.
Es venerado como santo en el Sinaxario copto el día 22 de Baramudah.
| Predecesor: Eumenes | Obispo de Alejandría 142 – 152 | Sucesor: Celadión |

- Datos: Q1278123